# Friedrichshafen FF 43
Der Friedrichshafen FF 43 war ein deutsches Marineflugzeug im Ersten Weltkrieg. Sie gehörte zur Gattung Einsitziges Schwimmerflugzeug mit starren MGs (ED).

## Entwicklung
Die FF 43 entstand aufgrund einer Ausschreibung des Reichsmarineamts vom Juni 1916 für einen Jagdeinsitzer. Neben dem Friedrichshafener Flugzeugbau nahmen an dem Wettbewerb Albatros mit der W 4, LFG mit der W, Hansa-Brandenburg mit der KDW und Rumpler mit der Ru 6 teil. Der Prototyp wurde am 8. Juni 1916 bestellt, mit der Marine-Nummer 749 am 8. September 1916 nach Warnemünde geliefert und am 30. September 1916 abgenommen. Es blieb bei diesem einen Prototyp.
Der Propellerhersteller war die Firma Axial.
Die beiden Schwimmer hatten eine Länge von 5,0 m bei einer Breite von 0,6 m.
Das Gewicht der Schwimmer betrug je 44 kg bei je einem Volumen von 950 l, ausreichend um die maximale Startmasse von 1078 kg schwimmend zu tragen.

## Technische Daten

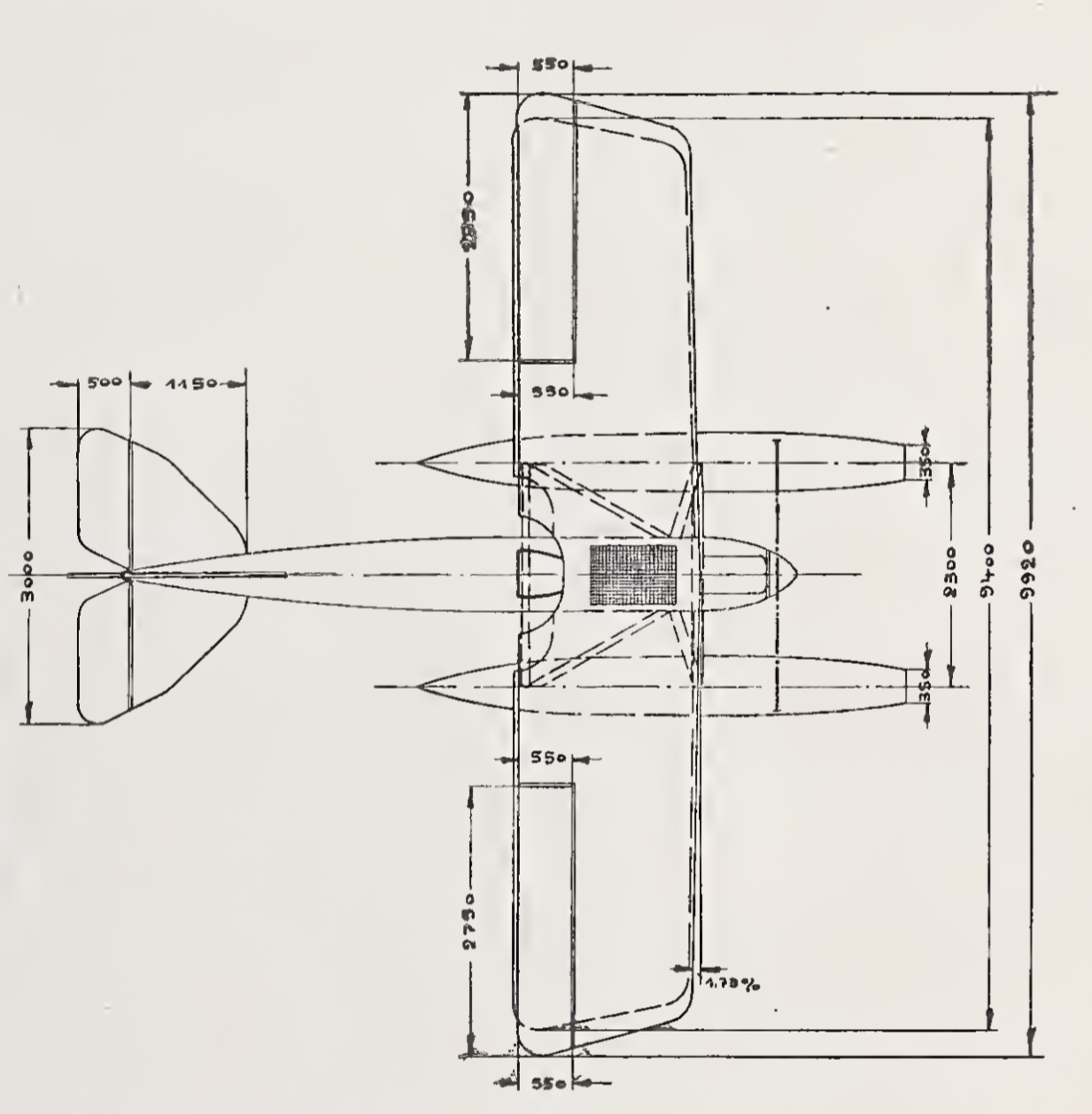
Rissdraufsicht der FF 43

| Kenngröße             | Daten                                                                                   |
| --------------------- | --------------------------------------------------------------------------------------- |
| Besatzung             | 1                                                                                       |
| Länge                 | 8,55 m                                                                                  |
| Spannweite            | 9,92 m                                                                                  |
| Höhe                  | 3,35 m                                                                                  |
| Flügelfläche          | 31,00 m²                                                                                |
| Querruder             | 3,00 m²                                                                                 |
| Höhenruder            | 1,30 m²                                                                                 |
| Seitenruder           | 0,65 m²                                                                                 |
| Leermasse             | 798 kg                                                                                  |
| Startmasse            | 1078 kg                                                                                 |
| Höchstgeschwindigkeit | 163 km/h in NN                                                                          |
| Steigzeit auf 1000 m  | 6 min                                                                                   |
| Steigzeit auf 2000 m  | 12 min                                                                                  |
| Steigzeit auf 3000 m  | 22 min                                                                                  |
| Dienstgipfelhöhe      | 3000 m                                                                                  |
| Reichweite            | 400 km                                                                                  |
| Brennstofftank        | 177 l                                                                                   |
| Flugdauer             | 3 h                                                                                     |
| Propellerdurchmesser  | 2,80 m bei 1,85 er Steigung                                                             |
| Triebwerk             | ein wassergekühlter 6-Zylinder-Reihenmotor Mercedes D III, 160 PS (118 kW) Nennleistung |
| Bewaffnung            | 2 starre MG 08/15, 7,92 mm                                                              |